# Zopherus opacus
Zopherus opacus es una especie de coleóptero o escarabajo de la familia Zopheridae.

## Distribución geográfica
Habita en Nevada (Estados Unidos).